# Locomotiva LVCI 79-90
Le LVCI 79–90 erano un gruppo di locomotive a vapore della Imperial-regia società privilegiata delle strade ferrate lombardo-venete e dell'Italia Centrale (LVCI), una società privata Ungaro-austriaca.
Le 12 Locomotive sono state fornite da Köchlin nel 1858.
Erano molto simili alle LCVI 51-60.
Erano state chiamate con questi nomi: 
- Paisiello
- Ariosto
- Tasso
- Petrarca
- Raffaello
- Michelangelo
- Giotto
- Cimabue
- Bramante
- Torricelli
- Oriani
- Cavalli

Le SudBahn presero 10 di queste 12 Locomotive, denominandole Gruppo SB 5.
Le "Ariosto" e "Raffaello", rimaste in carico alla LVCI, diventarono SFAI 381–382, RM 2019–2020 e FS 1181–1182.